# Grande casa del popolo
La Grande casa del popolo (spagnolo: Casa Grande del Pueblo) è la residenza presidenziale boliviana; ha sostituito il Palacio Quemado nel 2018. Inaugurata il 9 agosto 2018 durante la presidenza di Evo Morales come residenza ufficiale del Presidente della Bolivia, con il governo ad interim di Jeanine Áñez la sede governativa tornò al Palacio Quemado dal 2019 al 2020, ma con Luis Arce, l'8 novembre 2020, è tornata ad essere la residenza del presidente.

## Storia

### Pianificazione
La proposta per la costruzione della torre venne inizialmente rifiutata a causa delle restrizioni comunali di altezza nel quartiere storico; il sindaco di La Paz affermò che i modelli di uso del suolo e di insediamento vietavano tali edifici ed il suo portavoce Luis Lugones si espresse dicendo: "Se il governo volesse costruire un palazzo di 10 o 12 piani, sarebbe proibito". Tuttavia, i sostenitori del presidente Evo Morales nell'Assemblea Legislativa Plurinazionale aiutarono a bypassare la legge, consentendo la costruzione della torre.
La controversia interessava il luogo del sito proposto per la torre, Casa Alencastre, già residenza dell'arcivescovo, costruita nel 1821, prima della creazione dello stato boliviano. Gruppi culturali e storici si opposero alla distruzione di Casa Alencastre, ma l'edificio storico venne infine demolito.
La Grande casa del popolo è stata inaugurata da Morales il 9 agosto 2018 ed è costata 34 milioni di dollari.

### Design e caratteristiche
La torre di 29 piani è alta 129 metri; una volta completata, è diventata l'edificio più alto della capitale La Paz.
Nella hall è presente un murale di Pachamama creato da Roberto Mamani, mentre un arco mostra 36 volti, metà maschili e metà femminili, che rappresentano i 36 gruppi indigeni riconosciuti in Bolivia. All'esterno sono visualizzati tre simboli che rappresentano le tre zone climatiche della Bolivia: le Ande, le valli montane e le pianure.
L'edificio dispone di un eliporto e gli ultimi due piani sono riservati al presidente, con palestra, spa e ascensore privato. La suite presidenziale ha una superficie totale di 1068 m2. La camera da letto è di 61 m2 e presenta mobili di design unico, tra cui un letto con motivi indigeni che adornano la struttura. Il bagno e lo spogliatoio misurano 47 m2 e comprendono sia una doccia che una jacuzzi. Un salotto è decorato con un dipinto che presenta ritratti di diversi politici mondiali, tra cui Nelson Mandela e Fidel Castro.